# 家族性黏液血管纖維瘤
家族性黏液血管纖維瘤（familial myxovascular fibromas）表现为手掌和手指上有多个疣状丘疹，活检显示真皮乳头有局灶性新生血管和粘蛋白样改變。:609

## 另見
- 皮膚病列表